# وانگ یی (بازیکن والیبال)
وانگ یی (انگلیسی: Wang Yi؛ زادهٔ may ۲۵, ۱۹۷۳ (۵۱ سال)) بازیکن والیبال اهل چین است.